# 20586 Elizkolod
20586 Elizkolod (1999 RR160) là một tiểu hành tinh vành đai chính được phát hiện ngày 9 tháng 9 năm 1999 bởi nhóm nghiên cứu tiểu hành tinh gần Trái Đất phòng thí nghiệm Lincoln ở Socorro. Tênd for Elizabeth Kolod, an Intel Science Talent Search finalist from Midwood High School ở Brooklyn College.